# Gravilias (Costa Rica)
Gravilias, es el penúltimo distrito número doce del cantón de Desamparados, de la provincia de San José, en Costa Rica, fundado en el año de 1989.

## Toponimia
El nombre del distrito proviene del vocablo gravillea, una especie de planta originaria de Australia que fue plantada en la zona para contener la humedad del suelo y así mejorar la calidad del café que se producía en la zona.

## Historia
Las primeras ocupaciones recordadas de este territorio fueron por indígenas del antiguo Reino Huetar de Occidente, el cual se encontraba encabezado por el Cacique Garabito. Los indígenas que habitaron esta región fueron los mismos que habitaron la región de Aserrí, sobresaliendo entre ellos el Cacique Accerrí, originario de la tribu Quepoa.
Los primeros pobladores ubicaron sus casitas a lo largo de un camino que unía San José con Aserrí, y separaron sus propiedades con cercas, ya sea de piedra o árboles naturales, por lo que antiguamente se llamó a esta región Dos Cercas.
En aquella época, Dos Cercas, que era un distrito de San José, se conformaba por los barrios de Patarrá, Salitral (hoy San Antonio), San Felipe (hoy San Miguel), Palo Grande (hoy San Rafael) y El Molino (hoy San Juan de Dios).
En 1821, el caserío Dos Cercas ya tenía gran importancia y se había planificado muy bien sus primeros cuadrantes, de conformidad con las normas que ordenaba la vetusta "Ley de Indias para la formación de cabildos", además de que ya contaba con más población que otros asentamientos como Patarrá, San Antonio, Aserrí y el mismo Curridabat.
En 1841, Desamparados ya era un barrio de San José, y se conformaba por los cuarteles de El Centro, El Molino (hoy San Juan de Dios), Palo Grande (hoy San Rafael), Patarrá, San Antonio y San Felipe (hoy San Miguel).
El 4 de noviembre de 1962, se funda el cantón de Desamparados, número tres de la provincia de San José, mediante la Ley de Ordenanzas Municipales.
En 1989, el distrito de Las Gravilias es segregado del distrito de Desamparados.

## Ubicación
Se ubica en el norte del cantón y limita al noroeste con el distrito de Desamparados, al suroeste con el distrito de San Miguel, al sureste con el distrito de Los Guido, al este con el distrito de Damas y al noreste con el distrito de San Antonio.

## Geografía
Gravilias cuenta con un área de 2,94 km² y una altitud media de 1150 m s. n. m.

## Demografía
Para el año 2022, Gravilias cuenta con una población estimada de 15 666 habitantes, y para el último censo efectuado, en 2011, Gravilias contaba con una población de 15 024 habitantes.

## Concejo de distrito
El concejo de distrito de Gravilias vigila la actividad municipal y colabora con los respectivos distritos de su cantón. También está llamado a canalizar las necesidades y los intereses del distrito, por medio de la presentación de proyectos específicos ante el Concejo Municipal. La presidenta del concejo del distrito es la síndica propietaria del partido Liberación Nacional, Julieth Mariam Rodríguez Mora.
El concejo del distrito se integra por:
| #                       | Partido                         | Nombre                            |
| Síndico propietario     | Síndico propietario             | Síndico propietario               |
| ----------------------- | ------------------------------- | --------------------------------- |
| 1                       | Partido Liberación Nacional     | Julieth Mariam Rodríguez Mora     |
| Síndico suplente        |                                 |                                   |
| 2                       | Partido Liberación Nacional     | Joaquín Bernardo Aguilar Loría    |
| Concejales propietarios |                                 |                                   |
| 3                       | Partido Liberación Nacional     | Manfred Espinoza Fernández        |
| 4                       | Partido Liberación Nacional     | Rudy Gabriel Fallas Méndez        |
| 5                       | Partido Unidad Social Cristiana | Cristian Gerardo Guzmán Hernández |
| 6                       | Frente Amplio                   | Heidy Lucía Arce Ovares           |
| Concejales suplentes    |                                 |                                   |
| 7                       | Partido Liberación Nacional     | Khalid Williams West              |
| 8                       | Partido Liberación Nacional     | Johan Manuel Guzmán Matarrita     |
| 9                       | Partido Unidad Social Cristiana | Johnny Jiménez Solano             |
| 10                      | Frente Amplio                   | Eduardo Alberto Chacón Argüello   |

## Organización territorial
El distrito de Las Gravilias se conforma por las siguientes comunidades o barrios:
- Barrio Claveles
- Barrio Esmeralda
- Barrio Fortunita
- Barrio Furvi
- Barrio Gravilias (centro)
- Barrio La Esperanza
- Barrio La Fortuna (comparte con Desamparados)
- Barrio La Orquídea
- Barrio Las Cumbres
- Barrio Lomas de Salitral (comparte con Damas)
- Bario María Auxiliadora
- Barrio Marianela
- Barrio Porvenir
- Barrio Raya
- Barrio Riberalta
- Barrio Villanueva

## Cultura

### Educación
Ubicadas propiamente en el distrito de Las Gravilias se encuentran los siguientes centros educativos:
- Escuela Las Gravilias
- Escuela Reverendo Francisco Schmitz
- Liceo de Gravilias

## Transporte

### Carreteras
Al distrito lo atraviesan las siguientes rutas nacionales de carretera:
- Ruta nacional 206